# Войчик, Юлита
Юли́та Во́йчик (польск. Julita Wójcik; род. 1 июня 1971, Гданьск) — польская современная художница, феминистка, автор и исполнительница перформанса.

## Биография
В 1991 году Войчик окончила «Школу изящных искусств» в Гдыне. С 1991 до 1997 года училась на кафедре скульптуры в Академии изящных искусств в Гданьске. В 2012 году стала лауреатом премии «Polityka's Passport»  в категории «визуальные искусства» за инсталляцию «Радуга», установленную в центре одной из наиболее загруженных дорог. Живёт и работает в Гданьске.

## Творчество
Воспитывалась в традициях критического искусства, однако занимается им издалека. Она действует на грани «обычной жизни» и искусства. Её творческая деятельность в целом относится к простым жизненным ценностям, носит весёлый и оптимистичный характер. Самыми известными её работами являются перфоманс «Чистка картошки» и инсталляция «Радуга».[конкретика?]

### «Чистка картошки»
В феврале 2001 в галерее Zacheta в Варшаве Войчик переоделась в самодельный фартук, села на деревянную табуретку и приступила к «Чистке картошки». Она чистила 51 килограмм в течение многих часов; монотонные, повторяющиеся действия побуждали зрителей помочь художнице в чистке, чтобы выразить уважение и почтение ведению домашнего хозяйства в пространстве галереи. Критики задавались вопросом об обоснованности чистки картошки как формы арт-практики, однако достаточно скоро Юлита Войчик стала символом механизма, запустившего смещение акцентов современного искусства с поверхностного уровня на более глубокое понимание, в самое сердце сообщения.
Такие повседневные занятия как приготовление пищи, уборка и уход за детьми являются традиционными элементами женской идентичности, но в капиталистическом обществе эти практики не выявлены, маргинализированы, даже порой вызывают насмешку. Войчик привлекает внимание к таким, казалось бы, незначительным занятиям. Она делает это чувствительно и тонко, не позволяя форме превзойти идею. Вместо того, чтобы объявить войну современной несправедливости, она играет на врождённых человеческих эмоциях, дёргая за ниточки ностальгических ассоциаций детства, праздников и нетронутой природы — реликвий в условиях мира ненастоящей жизни.

### «Мечта провинциальной девушки»
В рамках проекта «Мечта провинциальной девушки» (пол. Marzenie prowincjonalnej dziewczyny) художница представила работу «Misie (Teddy Bears)» 64 вязаных медвежонка были подвешены на стену в качестве обоев. Этот ироничный комментарий к понятиям желаний и чаяний женщин был представлен в частной квартире в Сопоте, которая служила временной галереей, выставку курировала сама Войчик вместе с Паулиной Оловской и Люси Маккензи в феврале и марте 2000 года.

## Награды
- Паспорт «Политики» за 2012 год в номинации «изобразительное искусство» (2013)[5]
- Шторм 2012 – награда «Gazeta Wyborcza Trójmiasto» (2013)
- Культурная премия газеты «Co Jest Grane» - Wdechy 2013 (в номинации Место года) за произведение «Радуга» (2014)
- Премия Мэра Гданьска в области культуры по случаю 20-летия творческой деятельности (2017)[2]